# Малое Арянукс
Малое Арянукс — озеро на территории Суккозерского сельского поселения Муезерского района Республики Карелии.

## Общие сведения
Площадь озера — 1,3 км², площадь водосборного бассейна — 44 км². Располагается на высоте 192,5 метров над уровнем моря.
Форма озера лопастная, продолговатая: вытянуто с северо-запада на юго-восток. Берега изрезанные, каменисто-песчаные.
Из залива на северной стороне озера вытекает безымянный водоток, впадающий в озеро Арянукс, откуда берёт начало река Арянукс, которая, принимая правый приток реку Суксингу, вытекающую из озера Суксинги, втекает в реку Тумбу. Тумба ниже по течению меняет своё название на Сонго и далее течёт через цепочку озёр «Кяткиозеро (с притоком из озёр Кальгъярви и Пизанца) → Тумасозеро → Унутозеро → Сонго», в итоге впадая в озеро Селецкое.
В озере более десяти безымянных островов различной площади, однако их количество может варьироваться в зависимости от уровня воды.
Код объекта в государственном водном реестре — 02020001111102000007390.